# Iztok Podkrižnik
Iztok Podkrižnik, slovenski politik in puškar, * 18. oktober 1965.

## Življenjepis

### Državni zbor
2008-2011
V času 5. državnega zbora Republike Slovenije, član Slovenske demokratske stranke, je bil član naslednjih delovnih teles:
- Mandatno-volilna komisija (podpredsednik)
- Odbor za zadeve Evropske unije (član)
- Odbor za finance in monetarno politiko (član)